# OffsetDruckerei
OffsetDruckerei este o companie producătoare de ambalaje din carton din Austria.

## OffsetDruckerei în România
OffsetDruckerei deține pe piața românească trei fabrici în Sibiu, respectiv Transilvania Pack and Print care produce ambalaje de carton duplex și triplex și etichete, fabrica de carton ondulat caserat Transilvania Pack and Print Microflute și din anul 2007 fabrica specializată în pungi de hârtie și ambalaje pentru patiserie și cofetărie Thiolat Transilvania, în care lucrează 180 de angajați în total.
Transilvania Pack & Print a fost înființată în 1998 și are o capacitate de producție de 5.000 tone anual.
Fabrica Transilvania Pack and Print este unul dintre cei mai importanți producători de carton duplex din România și a avut o cifră de afaceri de 3,5 milioane de euro în 2007.